# Cheffreville-Tonnencourt
Cheffreville-Tonnencourt (Ausspracheⓘ) ist eine ehemalige französische Gemeinde mit 291 Einwohnern (Stand: 1. Januar 2013), den Cheffrevillais, im Département Calvados in der Region Normandie.
Am 1. Januar 2016 wurde Cheffreville-Tonnencourt im Zuge einer Gebietsreform zusammen mit 21 benachbarten Gemeinden als Ortsteil in die neue Gemeinde Livarot-Pays-d’Auge eingegliedert.

## Geografie
Cheffreville-Tonnencourt liegt inmitten des Pays d’Auge. Rund 15 Kilometer nördlich des Ortes befindet sich Lisieux. Östlich des Ortsgebiets verläuft die Touques.

## Bevölkerungsentwicklung
| Jahr                             | 1793 | 1836 | 1876 | 1926 | 1946 | 1975 | 1990 | 2013 |
| Einwohner                        | 355  | 346  | 225  | 220  | 186  | 173  | 179  | 291  |
| Quelle: Cassini, EHESS und INSEE |      |      |      |      |      |      |      |      |

## Sehenswürdigkeiten

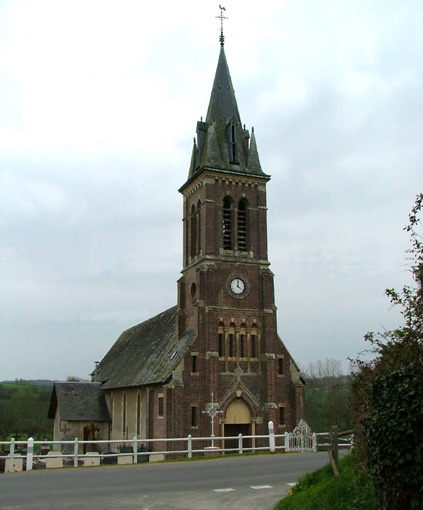
Kirche L’Assomption-de-Notre-Dame

- Kirche L’Assomption-de-Notre-Dame aus dem 16. Jahrhundert
- Ländereien des Schlosses Fervaques; einige Parkflächen des sich in Fervaques befindlichen Gebäudes liegen auch auf dem Gebiet Cheffreville-Tonnencourts und sind als Monument historique klassifiziert[3]
- Herrenhaus in Cheffreville aus dem 16. Jahrhundert
- Herrenhaus in Tonnencourt aus dem 16. Jahrhundert, seit 1975 Monument historique[4]
- Friedhofskreuz aus dem 14. Jahrhundert, seit 1971 Monument historique[5]